# 拉胡科略塔山
10°17′50″S 76°58′50″W / 10.29722°S 76.98056°W

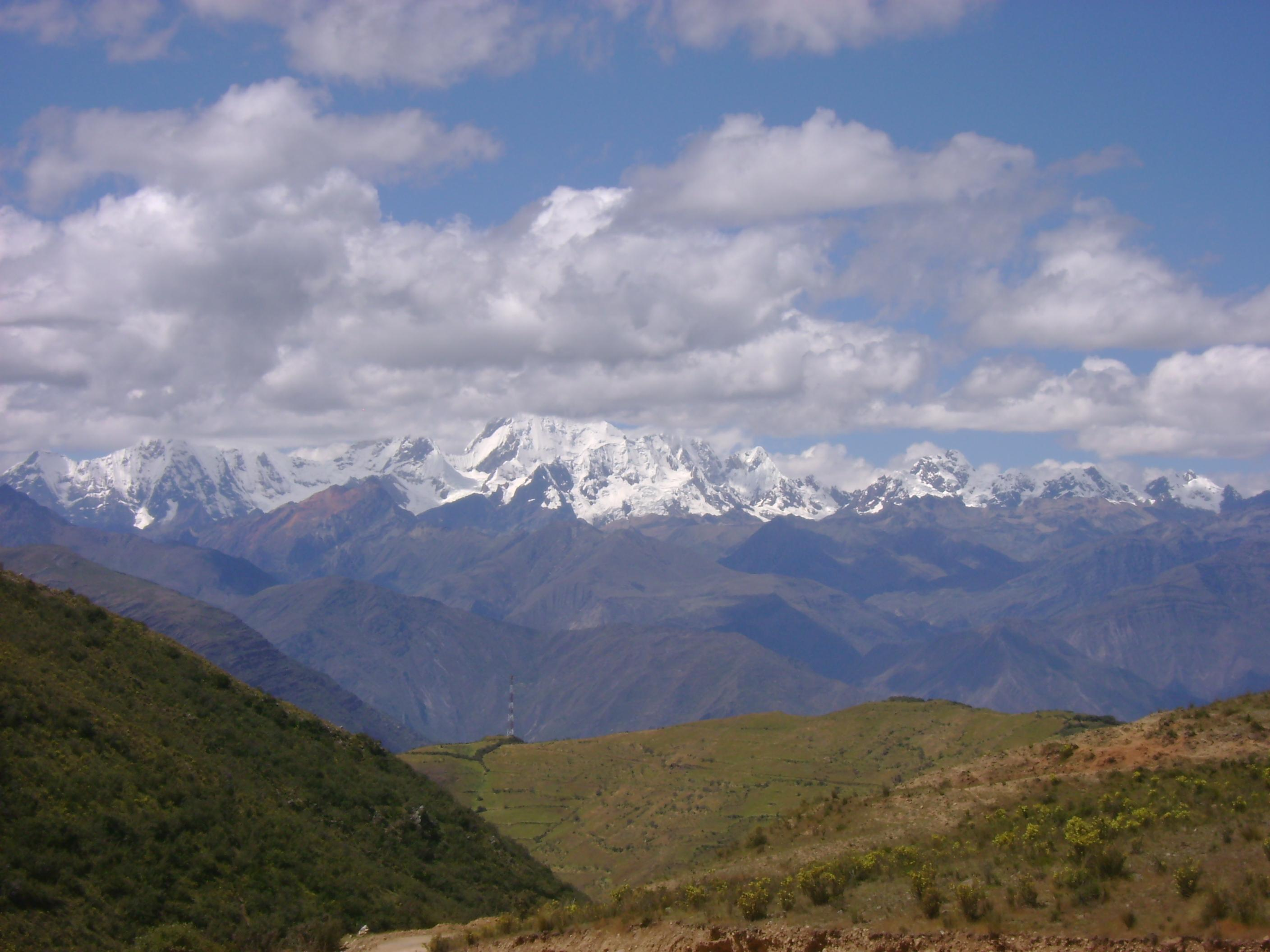

拉胡科略塔山（Rajucollota），是秘魯的山峰，位於該國中部安卡什大區的博洛涅西省和利馬大區的卡哈坦博省，處於耶魯帕哈峰和瓦克里什山以西、奧基柳山西北面，屬於安第斯山脈中瓦伊瓦什山脈的一部分，海拔高度約5,465米。